# Farman F.51
 (septembre 2015).
Si vous disposez d'ouvrages ou d'articles de référence ou si vous connaissez des sites web de qualité traitant du thème abordé ici, merci de compléter l'article en donnant les références utiles à sa vérifiabilité et en les liant à la section « Notes et références ».
Pour les articles homonymes, voir F51.
Le Farman F.51 était un hydravion de reconnaissance maritime français de 1920, conçu et construit par Farman. Le F.51 était un hydravion biplan avec un équipage de quatre personnes. Il était propulsé par deux moteurs Lorraine 8bd montés en position tractrice. Une version à moteur propulsif a été désignée Farman F.50 (même si la désignation avait déjà été utilisée avant 1919). Il fut testé par la Marine française, mais ne fut pas commandé en série. Farman a examiné brièvement une version civile, mais le projet fut abandonné.

## Variantes
F.50
- Deux moteurs à piston Lorraine 8bd en configuration propulsif.

F.51
- Deux moteurs à piston Lorraine 8bd V-8 en configuration tractrice.

## Opérateurs
Brésil
- Aviation navale brésilienne

### Listes liées
- Liste des hydravions et aéronefs amphibies